# Liste der Kulturdenkmäler in Burgschwalbach
In der Liste der Kulturdenkmäler in Burgschwalbach sind alle Kulturdenkmäler der rheinland-pfälzischen Ortsgemeinde Burgschwalbach aufgeführt. Grundlage ist die Denkmalliste des Landes Rheinland-Pfalz (Stand: 8. Dezember 2023).

## Denkmalzonen
| Bezeichnung                    | Lage                                           | Baujahr                     | Beschreibung                                                           | Bild                           |
| ------------------------------ | ---------------------------------------------- | --------------------------- | ---------------------------------------------------------------------- | ------------------------------ |
| Denkmalzone Jüdischer Friedhof | nördlich des Ortes; Flur Am Judenfriedhof Lage | Anfang des 19. Jahrhunderts | Wiesengelände mit 81 Grabsteinen, Anfang des 19. Jahrhunderts angelegt | weitere Bilder Fotos hochladen |

## Einzeldenkmäler
| Bezeichnung                           | Lage                                   | Baujahr                  | Beschreibung | Bild                           |
| ------------------------------------- | -------------------------------------- | ------------------------ | --- | ------------------------------ |
| Evangelisches Gemeindehaus            | Bachstraße 15 Lage                     |                          | ehemalige Fachwerkscheune | Fotos hochladen                |
| Wohnhaus                              | Gartenstraße 1, Panröder Straße 2 Lage | 17. Jahrhundert          | Fachwerkhaus, teilweise massiv, 17. Jahrhundert | Fotos hochladen                |
| Wohnhaus                              | Kettenbachstraße 2 Lage                | um 1700                  | Wohnhaus einer Hofanlage, teilweise verputzt und verbrettert, Fachwerk um 1700                                                                                          | Fotos hochladen                |
| Evangelische Pfarrkirche St. Johannes | Kirchstraße 2 Lage                     | um 1100                  | kleiner romanischer Saalbau, um 1100, gotischer Chor, 14. Jahrhundert, Glockenturm, 16. Jahrhundert                                                                     | weitere Bilder Fotos hochladen |
| Wohnhaus                              | Kirchstraße 6/8 Lage                   | spätes 17. Jahrhundert   | Fachwerkhaus, teilweise massiv, spätes 17. Jahrhundert | Fotos hochladen                |
| Wohnhaus                              | Kirchstraße 10 Lage                    | 17. oder 18. Jahrhundert | Fachwerkhaus, verputzt und verschiefert, wohl aus dem 17. oder 18. Jahrhundert, um Kniestock erhöht                                                                     | Fotos hochladen                |
| Wohnhaus                              | Kirchweg 3 Lage                        | 17. oder 18. Jahrhundert | verputztes Fachwerkhaus, wohl aus dem 17. oder 18. Jahrhundert | Fotos hochladen                |
| Burg Schwalbach                       | Schloßstraße Lage                      | 1368–71                  | Höhenburg, Schieferbruchstein, in fünfeckigem Bering, ab 1368–71 erbaut, um 1800 Abtragung der Dächer, seither Ruine, 1971–82 Instandsetzungsarbeiten, Ausbau des Palas | weitere Bilder Fotos hochladen |
| Rathaus                               | Schloßstraße 8 Lage                    | um 1910                  | ehemalige Schule; Walmdachbau, verputzt und verschiefert, Reformarchitektur, um 1910                                                                                    | Fotos hochladen                |
| Ortsbefestigung                       | Schulbergstraße, hinter Nr. 9 Lage     | nach 1368                | quadratischer Turm der Ortsbefestigung, nach 1368 | weitere Bilder Fotos hochladen |